# Ildikó Enyedi
Ildikó Enyedi (Budapest, 15 de novembre de 1955) és una directora i guionista de cinema hongaresa. La seva pel·lícula Teströl és lélekröl del 2017 va guanyar el màxim premi al 67è Festival Internacional de Cinema de Berlín i va ser nominada als Premis Oscar de 2017 en la categoria de millor pel·lícula en llengua no anglesa. Ha dirigit un total de vuit llargmetratges des del 1989.

## Primers anys i educació
El seu pare György Enyedi, va ser un geògraf i economista que va tenir un paper important en el desenvolupament a llarg termini de la ciència regional. Va completar un B.A. en economia, va estudiar cinema a l'Acadèmia de Teatre i Cinema de Budapest des del 1980, i també va estudiar cinema a la Universitat de Montpeller. Al començament, Enyedi va crear art conceptual i va formar part de l'Estudi Balázs Béla i el grup Indigo.

## Carrera

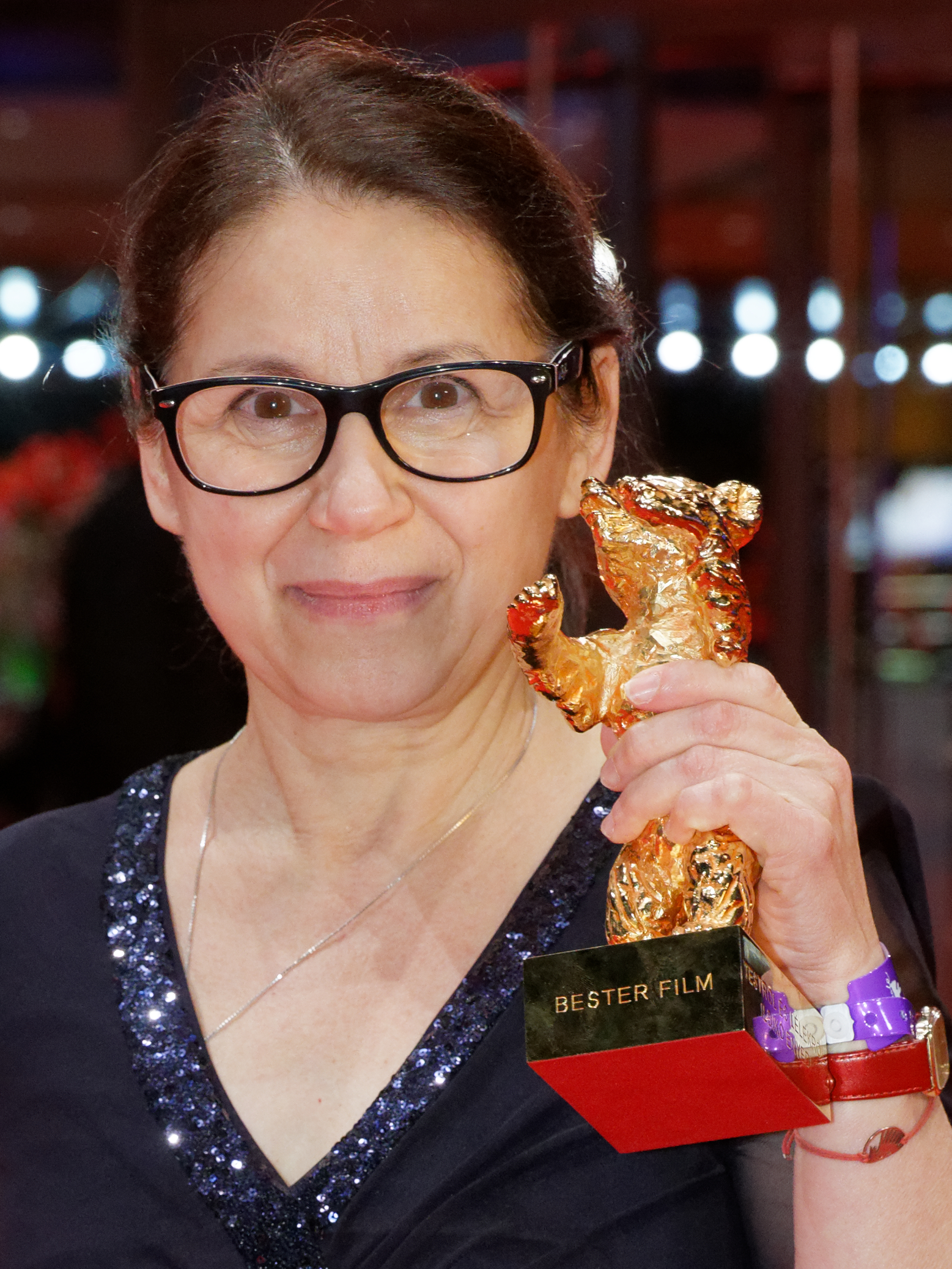
Enyedi el 2017 amb l'Os d'Or per la pel·lícula Teströl és lélekröl

Enyedi va guanyar la Caméra d'Or per Az én XX. századom al 42è Festival Internacional de Cinema de Canes. Va començar ensenyant a l'Acadèmia de Drama i Cinema de Budapest (ara coneguda com la Universitat del Teatre i les Arts del Cinema) el mateix any. El 1992 va formar part del jurat del 42è Festival Internacional de Cinema de Berlín. La seva pel·lícula de 1994 Büvös vadász va participar en la competició principal de la 51a Mostra Internacional de Cinema de Venècia. El 2007, va formar part del jurat del 29è Festival Internacional de Cinema de Moscou. Es va doctorar a la Universitat de Teatre i Arts del Cinema el 2011.
El 2012 va ser contractada per HBO Europe per dirigir l'espectacle hongarès Terápia, una adaptació de l'espectacle israelià BeTipul sobre un terapeuta que passa la setmana ajudant els altres abans d'obtenir la seva pròpia ajuda psicològica. Enyedi va descriure el projecte com a "curatiu" després d'anys de projectes atrapats a l'infern del desenvolupament. En total Enyedi va dirigir 39 episodis durant tres temporades del 2012 al 2017.
La pel·lícula de Enyedi Teströl és lélekröl del 2017 es va estrenar al 67è Festival Internacional de Cinema de Berlín, on va guanyar l'Os d'Or. La pel·lícula va ser nominada a l'Oscar a la millor pel·lícula de parla no anglesa, en representació d'Hongria.
El 2018, va anunciar que la seva pròxima pel·lícula seria una adaptació de The Story of My Wife, sobre un home que fa una aposta amb el seu amic per casar-se amb la següent dona que entri al cafè on dinen. La pel·lícula va ser adaptada d'una novel·la del mateix nom de Milán Füst.
Va formar part del jurat de la 71 edició de la Berlinale, format per sis directors, que ja han rebut l'Os d'Or.

## Vida personal
Enyedi està casada amb l'escriptor Wilhelm Droste, té dos fills i viu entre Budapest i Nordrhein Westfalen. El 2002 va ser guardonada amb la Creu d'Oficial de l'Orde del Mèrit.

## Filmografia
- Flirt: Hipnózis (1979), experimental[14]
- The Spectator (1981), curtmetratge[14]
- Rózsalovag (1984), curtmetratge[14]
- New Books (1985), curtmetratge[14]
- Mole (1985), curtmetratge[14]
- Invasion (1986), curtmetratge[14]
- Goblins (1988), curtmetratge[14]
- Az én XX. századom (1989)
- Büvös vadász (1994)
- A Gyár (1995)
- Tamás és Juli (1997), segment de 2000 vu par...[16]
- Simon mágus (1999)
- Európából Európába (2004)
- Első szerelem (2008)
- Teströl és lélekröl (2017)
- The Story of My Wife (2020)